# 페테르 솔베르그

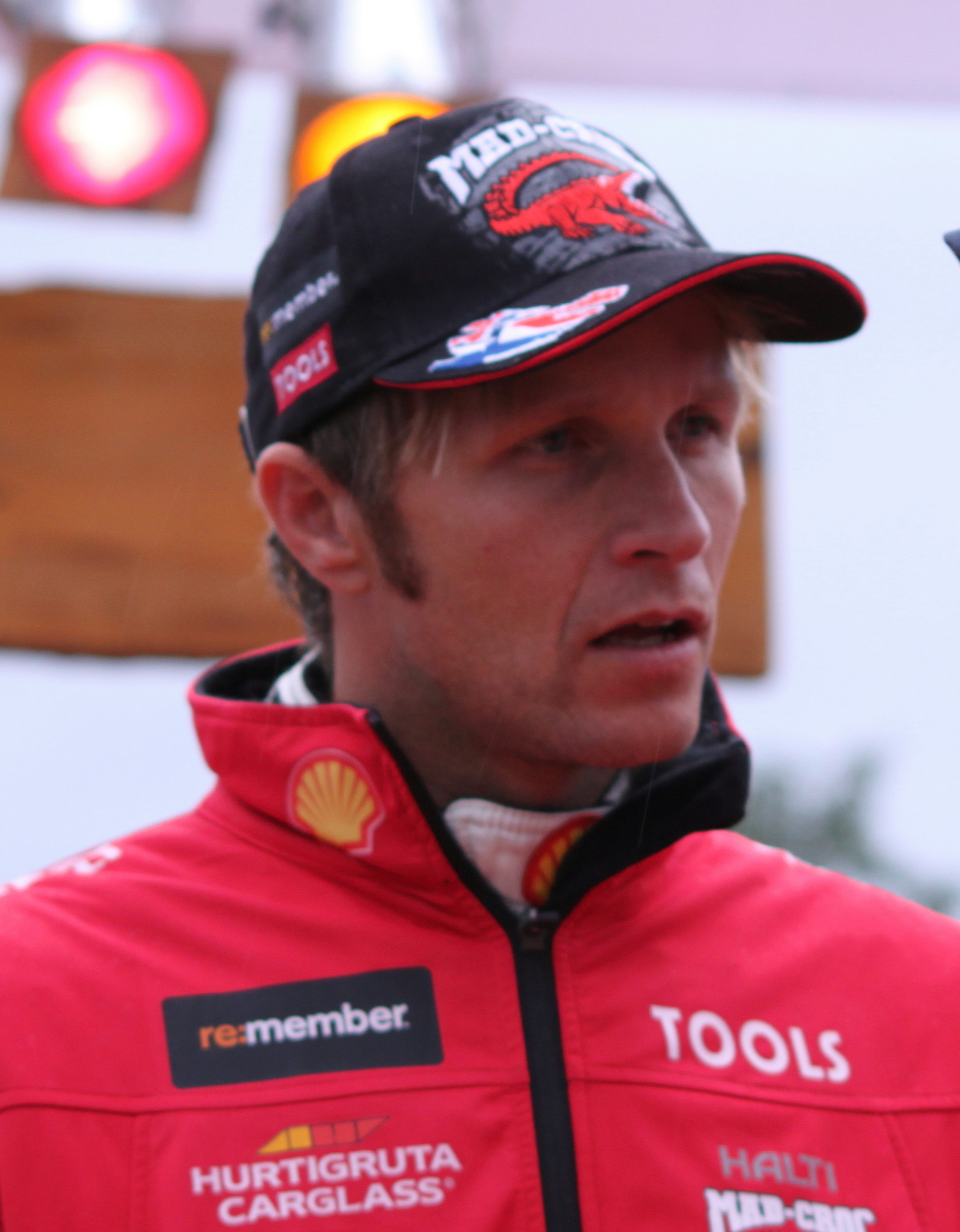
2010년의 페테르 솔베르그

페테르 솔베르그(노르웨이어: Petter Solberg, 1974년 11월 18일 ~ )는 노르웨이의 자동차 경주 선수이다. 스바루 임프레자, 포드 포커스 등을 운전했고, 2012년에 랠리 챔피온십에서 은퇴하였다.